# Paul Cassirer
Paul Cassirer (Berlino, 21 febbraio 1871 – Berlino, 7 gennaio 1926) è stato un collezionista d'arte tedesco, noto soprattutto per aver promosso le opere degli artisti della Berlin Secession e di altri grandi innovatori nel mondo dell'arte pittorica come Vincent van Gogh e Paul Cézanne.

## Biografia
Nato a Berlino, la sua famiglia contava nomi importanti come il celebre neurologo Richard Cassirer e il filosofo Ernst Cassirer. Suo padre, Louis Cassirer, era un ingegnere ed un imprenditore industriale, e possedeva la compagnia Kabelwerke Dr. Cassirer & Co, che produceva cavi telegrafici, che venne più tardi assorbita dalla Siemens. Dopo aver studiato storia dell'arte a Monaco di Baviera, a partire dal 1890 iniziò a collaborare con la rivista satirica tedesca Simplicissimus, dove pubblicò anche due racconti.
Dopo essersi trasferito nuovamente a Berlino fondò con suo cugino Bruno una galleria d'arte e una rivista, entrambe con sede al primo piano della propria casa presso Viktoriastrasse al n°35.
Nel 1895 sposò Lucie Oberwarth dalla quale ebbe due figli, Peter e Suzanne Aimée, e dalla quale divorziò il 21 maggio 1921.
Nel 1901 fece visita alla retrospettiva su Van Gogh organizzata dal poeta e critico d'arte Julien Leclercq e nello stesso anno organizzò l'esposizione di cinque opere dell'artista in un'esposizione di artisti appartenenti della Berlin Secession. Grazie alla sua attività promosse e fece conoscere artisti come Lovis Corinth, August Gaul e Ernst Barlach.
Nel 1909 Cassirer divenne proprietario di una casa editrice, la Pan Press, con la quale pubblicò opere divulgative in favore degli artisti dell'Espressionismo e delle altre avanguardie artistiche dell'epoca. A partire dal 1910 pubblicò la rivista Pan diretta da Alfred Kerr.
Sempre nello stesso anno sposò l'attrice Tilla Durieux della quale era profondamente innamorato ma con la quale ebbe un rapporto sempre molto burrascoso.
All'inizio della prima guerra mondiale Cassirer espresse pubblicamente il suo consenso per l'intervento in guerra e come testimonianza della sua posizione si arruolò volontario. Tuttavia poco dopo venne allontanato dal fronte perché giudicato inadatto e tornò in patria con convinzioni profondamente pacifiste, probabilmente forte dell'esperienza fatta nelle trincee.
Poiché espresse di nuovo pubblicamente le sue idee contro la guerra, subì la repressione delle autorità tedesche, che lo costrinsero a chiudere numerose delle mostre organizzate dalla sua galleria d'arte, e le pressioni su di lui divennero così pressanti da costringere Cassirer a trasferirsi in Svizzera, presso Berna, dove si unì ad altri attivisti contro il conflitto, soprattutto francesi e tedeschi.
Di ritorno in patria alla fine della guerra, Cassirer si schierò contro le posizioni dell'USPD, e iniziò a promuovere nella sua galleria d'arte le opere di Karl Kautsky e Eduard Amber.
Nel 1926 ci fu il tragico epilogo nell'esistenza di Cassirer, allorquando, ormai costretto a cedere alla richiesta di divorzio voluta dalla Durieux, il 7 gennaio, spinto dalla disperazione si sparò un colpo di pistola a bruciapelo nella sala d'attesa del loro legale; Cassirer morì poche ore dopo in ospedale.